# Костюченко Микола Петрович
Костюченко Микола Петрович (27 вересня 1935, Київ — 6 лютого 2000, Київ) — тренер з веслування на байдарках і каное. Заслужений тренер УРСР (1966), Заслужений тренер СРСР (1970).

## З життєпису
Закінчив школу тренерів при Київському інституті фізичної культури у 1958 році. Відтоді — на тренерській роботі, зокрема працював тренером спортивного товариства «Локомотив» (Київ), де ініціював створення веслувальної секції, на основі якої постала СДЮШОР з веслування на байдарках і каное.
Серед відомих вихованців — олімпійські чемпіони Володимир Морозов, Юрій Філатов, Юрій Стеценко.